# Dipartimento di Huila
Il dipartimento di Huila è uno dei 32 dipartimenti della Colombia. Il capoluogo del dipartimento è Neiva.

## Geografia fisica
Il dipartimento di Huila confina a nord con i dipartimenti di Tolima e Cundinamarca, ad est con il dipartimento di Meta, a sud con i dipartimenti di Caquetá e Cauca ed a ovest ancora con il dipartimento di Cauca.
Il dipartimento è stato istituito nel 1905. È prevalentemente montagnoso con ad ovest la Cordigliera Orientale ed a est la Cordigliera Centrale. Tra le due catene andine si estende la valle del fiume Magdalena sulla cui riva orientale è posta la capitale Neiva.

## Geografia antropica

### Suddivisioni amministrative
Il dipartimento di Huila si compone di 37 comuni:
- Acevedo
- Aipe
- Algeciras
- Altamira
- Baraya
- Campoalegre
- Colombia
- El Agrado
- El Pital
- Elías
- Garzón
- Gigante
- Guadalupe
- Hobo
- Iquira
- Isnos
- La Argentina
- La Plata
- Nátaga

- Neiva
- Oporapa
- Paicol
- Palermo
- Palestina
- Pitalito
- Rivera
- Saladoblanco
- San Agustín
- Santa María
- Suaza
- Tarqui
- Tello
- Teruel
- Tesalia
- Timaná
- Villavieja
- Yaguará